# Brett Lancaster
Brett Daniel Lancaster (nascido em 15 de novembro de 1979) é um ciclista profissional australiano e atual membro da equipe australiana de categoria UCI ProTeam, Orica-GreenEDGE. Foi o vencedor e recebeu a medalha de ouro na prova de perseguição por equipes nos Jogos Olímpicos de 2004, em Atenas.